# The Immigrant (2013)
The Immigrant is een Amerikaanse dramafilm uit 2013 onder regie van James Gray. De hoofdrollen worden vertolkt door Marion Cotillard, Joaquin Phoenix en Jeremy Renner.

## Verhaal
In 1921 emigreren de Poolse zussen Ewa en Magda Cybulska naar New York. Ze arriveren op Ellis Island, waar Magda vanwege haar longziekte in quarantaine geplaatst wordt. Ewa op haar beurt staat op het punt gedeporteerd te worden. Uiteindelijk weet ze met de hulp van de manipulatieve Bruno Weiss, die de autoriteiten omkoopt, vrij te komen. Nadien laat hij haar als danseres en prostituee werken en krijgt hij gevoelens voor haar. Het is Ewa's doel om voldoende geld te verdienen zodat Bruno ook haar zus kan vrijkopen.
Ewa probeert ook contact op te nemen met familieleden die in New York leven. Een oom van haar wil echter niks met haar te maken hebben. Vanwege haar reputatie als prostituee laat hij haar door de autoriteiten inrekenen. Ze belandt opnieuw op Ellis Island, waar Bruno opnieuw weet te voorkomen dat ze gedeporteerd wordt.
Ook Bruno's neef Emil, een goochelaar die optreedt onder de naam Orlando, wordt verliefd op Ewa. Dit zorgt voor een gespannen en agressieve relatie tussen de twee mannen. Op een dag komt het tot een dodelijke confrontatie. Emil bedreigt Bruno met een ongeladen pistool, waarna Bruno zijn neef doodsteekt.
's Nachts dumpen Bruno en Ewa het lijk op straat, om uit het oog van de politie te blijven. Maar een prostituee met wie Eva in het verleden een conflict had, zet de politie alsnog op hun spoor. Bruno wordt vervolgens door de politie in elkaar geslagen en bestolen. Ewa ontdekt zo dat Bruno al een poos over voldoende geld beschikte om haar zus Magda vrij te kopen.
Vervolgens neemt Ewa opnieuw contact op met haar tante in New York. Ze krijgt geld om haar zus vrij te bevrijden. Bruno koopt zijn contactpersoon van de migratiedienst om, waarna hij de twee zussen een reisticket naar New Jersey bezorgt.

## Rolverdeling
| Acteur           | Personage                   |
| ---------------- | --------------------------- |
| Marion Cotillard | Ewa Cybulska                |
| Joaquin Phoenix  | Bruno Weiss                 |
| Jeremy Renner    | Orlando the Magician / Emil |
| Yelena Solovey   | Rosie Hertz                 |
| Maja Wampuszyc   | Aunt Edyta                  |
| Angela Sarafyan  | Magda Cybulska              |
| Antoni Corone    | Thomas MacNally             |
| Peter McRobbie   | Dr. Knox                    |

## Productie
James Gray verklaarde dat het verhaal van de film voor 80 procent gebaseerd was op herinneringen van zijn grootouders, die in 1923 naar de Verenigde Staten waren geëmigreerd. Daarnaast was hij ook geïnspireerd door Il trittico van Giacomo Puccini. Het script werd geschreven met de bedoeling dat de hoofdrollen vertolkt zouden worden door Marion Cotillard en Joaquin Phoenix. Phoenix had eerder al met Gray samengewerkt aan The Yards (2000), We Own the Night (2007) en Two Lovers (2008).
De opnames gingen, onder de werktitel Low Life, in januari 2012 van start in New York en duurden tot maart 2012. In juni 2012 verwierf The Weinstein Company de distributierechten. De film kon al in 2012 op het internationaal filmfestival van Toronto in première gaan, maar producent Harvey Weinstein stelde de release uit en zette ondertussen Gray onder druk om het einde van de film aan te passen. Gray weigerde echter om het einde publieksvriendelijker en commerciëler te maken.

### Release en ontvangst
The Immigrant ging op 24 mei 2013 in première op het filmfestival van Cannes. Pas op 16 mei 2014 werd de film in de Verenigde Staten in een beperkt aantal bioscopen uitgebracht. Op dat ogenblik was de film in Frankrijk al verkrijgbaar op dvd.
De film kreeg overwegend positieve recensies. Op Rotten Tomatoes heeft de film een waarde van 85% en een gemiddelde score van 7,5/10, gebaseerd op 110 recensies. Op Metacritic heeft de film een gemiddelde score van 77/100, gebaseerd op 34 recensies. Desondanks werd The Immigrant een financiële flop. In de Verenigde Staten bracht de film minder op dan in Frankrijk.